# باربرا براون (متزلجة فنية)
باربرا براون (بالإنجليزية: Barbara Brown)‏ هي متزلجة فنية أمريكية، ولدت في 21 يوليو 1953 في دنفر في الولايات المتحدة.

## وصلات خارجية
- باربرا براون على موقع أوليمبيديا (الإنجليزية)